# Inadiatafane
Inadiatafane est une commune du Mali, dans le cercle de Gourma-Rharous et la région de Tombouctou.